# حامد طاهر
حامد طاهر حسنين فؤاد (8 أبريل 1943 في حي الخليفة بالقاهرة - 11 يونيو 2020) أكاديمي ومفكر مصري، متخصص في الفلسفة الإسلامية.

## تعليمه
أنهى الدراسة الثانوية في المعهد الديني بالقاهرة عام 1963، ثم حصل على ليسانس اللغة العربية والدراسات الإسلامية بمرتبة الشرف من كلية دار العلوم بجامعة القاهرة عام 1967، وماجستير الفلسفة من الكلية نفسها عام 1973، ودكتوراه الدولة في الفلسفة بمرتبة الشرف الأولى من جامعة السوربون عام 1981.

## الحياة العملية
عمل معيدا بقسم الفلسفة الإسلامية بكلية دار العلوم جامعة القاهرة (1967م)، ثم مدرسا مساعدا بنفس القسم والكلية (1973)، ثم مدرسا (1981)، ثم أستاذا مساعدا (1986)، ثم أستاذا (1991)، ثم تولى رئاسة القسم (1991-1994)، ومدير مركز الدراسات والبحوث الإسلامية (1992-1995)، ووكيل كلية دار العلوم لشؤون التعليم والطلاب (1994-1995)، كما تولى عمادة الكلية (1995-1999)، ثم نائب رئيس الجامعة لشؤون التعليم والطلاب (1999-2007)، ونائب رئيس مجلس إدارة التعليم المفتوح بجامعة القاهرة (2004-2007).

## مؤلفاته
ألف عددا من الكتب وخصوصا في الفلسفة الإسلامية، ومن مؤلفاته: مدخل لدراسة الفلسفة الإسلامية ـ المدينة الفاضلة بين أفلاطون والفارابي، كما صدر له عدة دواوين شعرية منها: (ديوان حامد طاهر 1985 ـ قصائد عصرية 1989 ـ ديوان النباحي (ديوان متخيل من الشعر العربي القديم) 1991 ـ عاشق القاهرة 1992.

## وفاته
توفي في 11 يونيو 2020 نتيجة إصابته بفيروس كورونا المستجد.